# Catatumbo Barí nationalpark
Catatumbo Barí (spanska: Parque nacional natural Catatumbo Barí) är en nationalpark Catatumboflodens avrinningsområde, på östra flanken av Perijábergen i norra Colombia.   Den ligger i kommunen Convención och departementet Norte de Santander. 